# Lorsch
Lorsch è una città dell'Assia, in Germania, conosciuta per la sua abbazia, classificata come patrimonio dell'umanità dall'UNESCO. La città conta circa 14 000 abitanti e si trova circa 60 chilometri a sud di Francoforte sul Meno.
Molteplici furono le abbazie costruite durante il regno di Carlo Magno. Questa fu costruita fra il 760 e il 790. Questo edificio si lega in modo imprescindibile all'architettura classica e in particolare a quella romana. La facciata dell'edificio presenta una struttura simile a quella dell'arco di Costantino, cioè a tre archi, ma in questo caso essi sono posti ad un'altezza paritaria.
Qui vennero sepolti molti sovrani Carolingi. Il Nibelungenlied identifica Lorsch come il luogo in cui nacque Sigfrido.